# IF Elfsborg
IF Elfsborg este un club de fotbal din Borås, Suedia fondat în anul 1904. Clubul a debutat în Allsvenskan, campionatul național al Suediei, în august 1926 într-un meci împotriva echipei Örgryte IS. În timpul anilor 1930 până în 1947 echipa a avut în componență cei mai importanți jucători ai echipei naționale a Suediei. IF Elfsborg a câștigat Allsvenskan de cinci ori:  în 1936, 1939, 1940, 1961 și 2006.

## Istorie

### Drumul spre Allsvenskan
IF Elfsborg a fost fondat ca Borås Fotbollslag (Echipa de Fotbal Borås) pe 26 iunie 1904 de către un grup de tineri. În 1906 numele a fost schimbat în IF Elfsborg, datorită existenței multor echipe ce aveau denumirea ,, Borås’’. Prima victorie a obținut-o în 1908, când a învins Mariestad.
În sezonul 1924/25 IF Elfsborg joacă în Västsvenska serien (Seria de vest) în divizia 2.  Încă din sezonul viitor, 1925/26, Elfsborg câștigă seria și merge la turneele de calificare pentru Allsvenskan. În calificări întâlnește Halmstad BK și după 2 rezultate de egalitate câștigă al treilea meci, care s-a jucat la Göteborg. Meciul a fost câștigat cu 4-1 iar marcatorul celor patru goluri ale lui Elfsborg a fost Nils Hedin. Această victorie o duce pe Elfsborg în Allsvenskan pentru prima dată.
În primul sezon în Allsvenskan, 1926/27, Elfsborg a încheiat pe locul zece, cu două puncte mai mult decât Westermalms IF, aflată în zona de retrogradare. Prima victorie în Allsvenskan a venit, de asemenea, împotriva echipei Westermalms IF. Apoi, echipa a obținut locul cinci în sezonul următor, 1927/28.
La data de 11 septembrie 1927 a debutat Sven Jonasson în campionat pentru Elfsborg. Apoi, el a jucat în toate meciurile din Allsvenskan pentru Elfsborg până în 1943, adunând 332 de meciuri consecutive în campionat, stabilind un record. În total a jucat 409 meciuri și a marcat 252 de goluri pentru Elfsborg în timpul carierei sale. El a câștigat, de asemenea, de două ori titlul de golgheter, în 1933/34 și în 1935/36.
Stadionul pe care joacă echipa meciurile de acasă este din 1904 până în 1941 Ramnavallen iar din 1941 denumirea este schimbată în Ryavallen.

### Zilele de glorie din 1934 până în 1947
În sezonul 1934/35 Elfsborg a câștigat prima sa medalie din Allsvenskan, atunci când a terminat pe locul trei și a fost doar începutul unei lungi perioade de succes.
Elfsborg câștigă în sezonul 1935/36 pentru prima dată Allsvenskan. Echipa a  terminat sezonul cu o dublă întâlnire cu  AIK. A câștigat, atât în Stockholm cu 3-2 și acasă, în Ramnavallen cu 4-1 cu 16 348 de spectatori în tribune (este recordul de asistență pentru Ramnavallen). Un alt meci memorabil al sezonului a fost pe 19 aprilie 1936  în deplasare la IFK Eskilstuna pe stadionul Tunavallen. Liderul campionatului,  Elfsborg, a bătut echipa gazdă, cu 12-2. Acesta este cel mai mare scor realizat de Elfsborg în deplasare din istoria sa în Allsvenskan.
Generația de aur a lui Elfsborg i-a avut în componență pe: Erik Källström, Gillis Andersson, Åke Samuelsson, Sven Jonasson, Karl-Erik Grahn, Erik Lager, Richard Borg, Erik Olsson, Åke Hallman, Arvid Emanuelsson, Axel Olsson, Henry Lindbom, Einar Jonasson, Yngve Öhlander, Axel Stenholm, Gösta Dahl și Rolf Karlsson.
În următoarele două sezoane, a terminat a cincea (1936/37) și a patra(1937/38).
În vara anului 1938 a avut loc Cupa Mondială din Franța și mulți jucători din echipa Suediei au provenit de la Elfsborg. 
În sezonul 1938/39 Elfsborg a încheiat din nou pe primul loc în Allsvenskan. De data aceasta diferența dintre ei și locul doi, AIK, a fost de nouă puncte.
Succesul a continuat și în sezonul următor, 1939/40, atunci când Elfsborg a câștigat din nou Allsvenskan. Ei au terminat la egalitate de puncte cu IFK Göteborg, dar au avut un golaveraj mai bun.
Echipa folosită în cele 2 sezoane a fost, în mare, aceleași. Erik Källström, Gillis Andersson, Åke Samuelsson, Sven Jonasson, Karl-Erik Grahn, Arvid Emanuelsson, Einar Jonasson, Gösta Dahl, Ragnar Blixt, Knut Johansson, Åke Sandberg, Sture Andersson, Axel Stenholm, Nils Samuelsson, Ragnar Lennartsson, Olle Lindeborg, John Andrén, Holger Magnusson, Ernst Hernkvist, Richard Ödéhn și Knut Jonasson sunt cei care au jucat în aceste 2 sezoane.
După un al patrulea loc în 1940/41 și un al șaptelea loc în 1941/42 Elfsborg a obținut trei sezoane consecutive locul II, în 1942/43 1943/44 și 1944/45. În sezonul 1942/43 doar un singur punct i-a separat de locul 1, IFK Norrköping.
Deși clubul a luat medalia de bronz pentru locul patru în sezonul 1946/47, a fost o perioadă mai mare de zece ani în care Elfsborg a fost în prim-plan. În total a câștigat medalii în 10 din cele 13 sezoane din 1934/35 până în 1946/47.

### Din Allsvenskan la Divizia 2
Din sezonul 1947/48 și până în sezonul 1952/53 Elfsborg a încheiat pe locul zece, chiar deasupra liniei de retrogradare în fiecare sezon. 
În sezonul 1953/54 a fost pentru prima data în istoria sa când Elfsborg a retrogradat din Allsvenskan după 28 de sezoane la rând. Clubul a terminat pe ultimul loc, cu șase puncte sub Kalmar FF.
În primul sezon din divizia a doua, Elfsborg a încheiat pe locul al treilea în Seria Götaland. Seria a fost câștigată de Norrby IF, care a devenit cea mai bună echipă din Borås. 
Acesta a fost urmat de patru sezoane consecutive când Elfsborg a terminat pe locul al doilea și, astfel, a ratat șansa de a reveni în Allsvenskan.
În sezonul 1960 Elfsborg a câștigat Götalandsserien cu o diferență de treisprezece puncte de locul al doilea, IK Oddevold. Elfsborg a lipsit peste șase ani din Allsvenskan.

### Campionatul din 1961
1961- IF Elfsborg a câștigat al patrulea său campionat național. A fost prima dată când o echipă venită din Divizia 2 a devenit campioana Suediei. Pe parcursul anului, a jucat, printre altele un meci împotriva IFK Göteborg care s-a încheiat 5-5. Recordul de prezență pentru stadionul Ryavallen a fost de 22 654 la meciul cu IFK Norrköping. Echipa cu care Elfsborg a câștigat campionatul: Boris Malberg, Ingemar Haraldsson, Leif Olsson, Jens Söderberg, Wigar Bartholdsson, Toivo Lundell, Leif Peterson, Bengt Lindroth, Sandström Roland, Henry Larsson, Lars Råberg, Rolf Johansson. Echipa a avut, de asemenea, un jucător tânăr ,Ove Grahn, care a jucat patru meciuri în timpul sezonului.
1965- Elfsborg a câștigat argintul.

### 1977: Argint foarte valoros
1970- Elfsborg termină pe locul al patrulea și cucerește bronzul.
1977- Elfsborg a repetat rezultatul din 1965. A terminat pe doi în Allsvenskan, în spatele echipei Malmö FF. Elfsborg a avut un mare marcator în acea perioadă, Thomas Ahlström. Ahlström a participat la Cupa Mondială de Fotbal din 1974 și a fost pentru mulți ani golgheterul echipei. 
Repere ale anului au fost meciurile împotriva echipei IFK Göteborg când Elfsborg a câștigat cu 2-1 pe stadionul Ullevi și apoi o mare victorie cu 4-0 acasă. Portarul Tore Stenbäcken a reușit să nu primească gol în 674 de minute.

### Între Allsvenskan și Divizia 1
Elfsborg a retrogradat din Allsvenskan în 1984, dar a revenit în 1986, doar pentru un sezon. În 1987 retrogradează din nou pentru o lungă perioadă de timp. 
Elfsborg a devenit din nou o echipă anonimă după ce mult timp a fost între cele mai bune ale Suediei.

### 1997: Revenirea în Allsvenskan
Elfsborg revine în elita fotbalului suedez, după câștigarea  Diviziei 1 Sud. Echipa continuă să dea jucători la echipa națională: Steven Smith, Tobias Linderoth și Fredrik Berglund. În primul sezon în care echipa revine în Allsvenskan a câștigat împotriva campionilor de la IFK Göteborg cu 3-0. Acesta este unul dintre cele mai bune meciuri jucate de Elfsborg. Clubul a terminat pe locul șapte și în următorii ani luptă pentru a rezista în Allsvenskan.

### Cupele din 2001 și 2003
În 2000 s-a clasat pe locul al cincilea cu doi jucători ce au ieșit în evidență, Anders Svensson și Fredrik Berglund. După un început nereușit echipa începe să câștige meci de meci. Pe 25 mai 2001 a câștigat Cupa Suediei într-o finală cu AIK ce a avut loc în Jönköping. În 2005, Elfsborg i-a achiziționat pe Anders Svensson și mai târziu pe atacantul Mathias Svensson. Mathias Svensson a mai jucat la Elfsborg, când echipa s-a întors în Allsvenskan în 1997. Atunci el a fost transferat în Anglia. Echipa l-a achiziționat, de asemenea, pe mijlocașul tânăr Samuel Holmen care avea un mare potențial. În ciuda acestor transferuri echipa nu a jucat convingător și a terminat pe locul șapte. Una dintre marile surprize a fost atacantul Joakim Sjöhage care a arătat că este un mare talent El și cu experimentatul Hans Berggren au format un atac foarte bun. Berggren a fost al treilea marcator din Allsvenskan, cu 13 goluri. Cu toate acestea, una dintre cele mai mari înfrângeri ale lui Elfsborg din istorie a venit în ultima rundă când a mers la Stockholm pentru a juca împotriva viitorilor campioni,  Djurgårdens IF. Elfsborg a pierdut meciul cu 8-1.

### Borås Arena

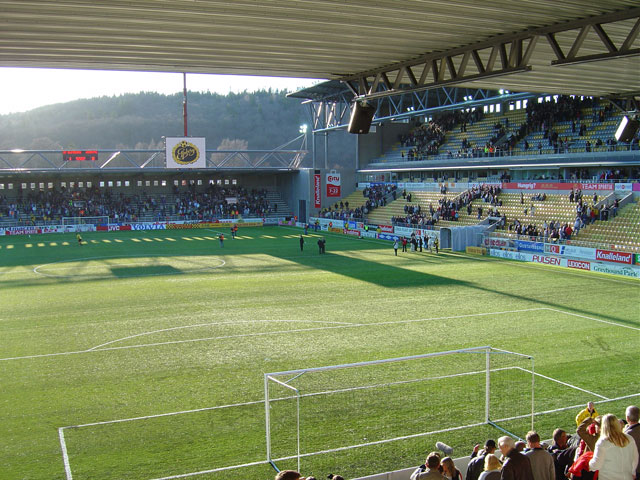
Borås Arena în 17 aprilie 2005.

Un mare efort din partea clubului în ultimii ani a fost construirea stadionului Borås Arena, înlocuitorul vechiului Ryavallen. Borås Arena este o arenă modernă de fotbal, fără pistă de atletism. Clubul a primit sprijin de la municipalitate pentru a putea construi această arenă.

### Primul campionat, după o secetă de 45 ani
În 2006 IF Elfsborg a câștigat Allsvenskan și, astfel, al cincilea campionat național. Înainte de sezonul 2006, golgheterul Hasse Berggren a părăsit clubul pentru a juca la BK Häcken, dar Elfsborg l-a avut deja, din 2005, pe Mathias Svensson, înlocuitorul ideal. Elfsborg l-a adus pe mijlocașul ofensiv Stefan Ishizaki de la Vålerenga IF și pe Andreas Augustsson de la Sandefjord. Augustsson a devenit un jucător-cheie în apărare. Smith, de asemenea, a devenit căpitanul echipei după ce Johan Sjöberg s-a accidentat și a devenit indisponibil pe termen lung. Având extrem de mulți mijlocași valoroși antrenorul Magnus Haglund a folosit tactica 4-5-1 cu Mathias Svensson ca singur atacant.
IF Elfsborg a câștigat cu 1-0 în deplasarea de la Djurgarden IF, în ultima rundă  a campionatului. Marcatorul a fost Joakim Sjöhage, care a lovit mingea trimisă cu capul de Mathias Svensson în careu. Elfsborg, câștigă astfel Allsvenskan depășind la limită AIK.

### Super Cupa din 2007
La data de 31 martie 2007, Elfsborg a câștigat prima sa super-cupă cu Helsingborg IF, cu 1-0 pe stadionul Borås Arena. Marcatorul meciului a fost James Keene.
La mijlocul anului 2007 revine la Elfsborg jucătorul Fredrik Berglund.

### Perioada 2007-2011
În următorii ani, IF Elfsborg sub conducerea antrenorului Magnus Haglund și cu sistemul de joc 4-2-3-1 a ajuns printre cele mai bune echipe în Suedia. Obiectivul clubului a fost mereu de a termina în primele 4, pentru a participa într-o competiție europeană.
Echipa concurează pentru titlu din nou în 2008, până în ultima etapă. Dar, cu jucători-cheie cum ar fi Anders Svensson sau Ishizaki Stefan accidentați în finalul campionatului echipa nu a reușit să îi depășească în clasament pe Kalmar FF, câștigătorii acelei ediții.
IF Elfsborg a fost mare favorită pentru câștigarea campionatului din 2009, dar având probleme cu posesia și cu extrem de multe ocazii ratate, în cele din urmă obține locul 3, după AIK și IFK Göteborg.
Așteptările în anul următor au fost mari, dar, din cauza unui start mediocru (doar 9 puncte în primele 9 runde), campania din 2010 a celor de la Elfsborg a devenit extrem de grea. În final Malmö FF a devenit campioana Suediei. IF Elfsborg încheie sezonul pe locul 4.
În 2010 clubul a aranjat foarte multe transferuri. La capitolul plecări, internaționalul suedez Emir Bajrami se duce la FC Twente și Denni Avdic la Werder Bremen, iar la capitolul veniri Jon Jönsson a fost adus de la Brøndby IF, în timpul verii pentru a consolida apărarea, iar portarul Jesper Christiansen de la FC Copenhaga și Andreas Klarström de la Esbjerg fB.
Încă o dată, mulți dintre analiști au spus că IF Elfsborg este favorită pentru a câștiga Allsvenskan în 2011.
În campania din 2011 IF Elfsborg a arătat un joc foarte bun de contra-atac, în deplasările pe care le-au avut în campionat. Acest lucru i-a ajutat să se mențină pe locul 2, sub Helsingborgs IF. Tânărul mijlocaș Niklas Hult a fost remarcabil în prima jumătate a sezonului, iar unii oameni îl numeau ca "noul Fredrik Ljungberg ".
În final, echipa a terminat pe 3, după Helsingborgs IF și AIK.

## Jocuri în Europa

### UEFA Champions League

#### Sezonul 2007/2008
Elfsborg s-a calificat în 2007 în preliminariile UEFA Champions League 2007/2008. În prima rundă a întâlnit echipa FC Linfield din Irlanda de Nord. Meciurile s-au jucat la Belfast pe 17 iulie și în Borås pe 25 iulie. Meciul din Belfast s-a încheiat 0-0 și meciul de la Borås Arena s-a încheiat 1-0, după golul lui Mathias Svensson. În a doua rundă clubul a întâlnit VSC Debreceni din Ungaria. Elfsborg a câștigat cu 1-0 în Ungaria și apoi a remizat 0-0 în Borås. În ultima rundă de calificare a întâlnit Valencia CF cu care a pierdut cu 3-0 meciul de acasă și cu 1-2 în deplasare. Elfsborg au fost, prin urmare, eliminată din UEFA Champions League, dar merge în ultima rundă de calificare din Cupa UEFA.

### Europa League(fosta Cupa UEFA)

#### Sezonul 2001/2002
După ce a câștigat Cupa Suediei în 2001, Elfsborg a intrat în calificările Cupei UEFA 2001/02, dar a pierdut în primul tur împotriva echipei Legia Varșovia.
Sezonul 2004/2005 
Elfsborg a câștigat Cupa Suediei în 2003 și a intrat în calificările Cupei UEFA 2004/05. A învins în calificări FC Glentoran, dar a pierdut în runda 2 împotriva lui Dinamo Zagreb.

#### Sezonul 2007/2008
Elfsborg este pentru prima dată în istoria clubului în faza grupelor Cupei UEFA, atunci când a învins FC Dinamo București în ultima rundă de calificare. Meciul de pe Borås Arena a fost 0-1 iar la București 1-2 pentru Elfsborg. James Keene a marcat ambele goluri împotriva lui Dinamo.
În faza grupelor IF Elfsborg a întâlnit pe AC Fiorentina, Villarreal, AEK Atena și FK Mladá Boleslav .

#### Sezonul 2008/2009
În 2007, clubul a terminat pe 4 și a mers în ultima ediție a Cupei UEFA Intertoto, din care a avansat spre Cupa UEFA, dar a fost surprinzător eliminată de FC St. Patrick’s Athletic în al doilea tur de calificare.

#### Sezonul 2009/2010
În 2009, Elfsborg joacă în calificările Cupei UEFA, eliminând echipele Szombathelyi Haladas (Ungaria) și SC Braga (Portugalia) înainte de ultima rundă de calificare, cu SS Lazio (Italia). La Roma, Lazio se impune clar cu 3-0, iar în retur Elfsborg reușește să câștige doar cu 1-0, insuficient pentru a se califica.

#### Sezonul 2010/2011
În 2010 IF Elfsborg a participat în al patrulea sezon consecutiv în cupele europene. Echipa a intrat în a doua rundă de calificare din Cupa UEFA. Elfsborg nu întâmpină dificultăți cu echipele FC Iskra (Moldova) și cu FC Teteks (Macedonia) în turul 2, respectiv turul 3.
Echipa părea capabilă pentru a ajunge în grupele Europa League, chiar dacă nu era cap de serie în play-off. Din păcate, la tragerea la sorți IF Elfsborg a primit un adversar mult mai puternic, SSC Napoli. Aceștia au câștigat cu 1-0 pe Stadio San Paolo iar în retur cu 2-0, ambele goluri marcate de către internaționalul din Uruguay, Edinson Cavani.

#### Sezonul 2011/2012
În Europa League, IF Elfsborg a intrat în primul tur preliminar. ,,Galbenii’’ nu au avut nici o problemă cu echipa CS Fola Esch(Luxemburg), pe care o elimină după 4-0 în prima manșă de acasă și 1-1 în deplasare.
În turul 2 întâlnesc echipa Suduva(Lituania) pe care o elimină, de asemenea.
În turul 3 sunt eliminați de către Aalesund(Norvegia) după 4-0 în deplasare și 1-1 acasă.

## Statistici
- Cele mai multe jocuri pentru Elfsborg: Sven Jonasson, 409 de meciuri
- Golgheterul din toate timpurile:. Sven Jonasson, 256 de goluri
- Cea mai mare victorie a clubului: IF Elfsborg -IFK Eskilstuna 12-2, Tunavallen, 19 aprilie 1936
- Cei mai mulți spectatori prezenți la un meci de acasă: 22 654 în meciul cu IFK Norrköping din 1961

## Antrenori
- 1.	Jörgen Lennartsson (2012–)
- 2.	Magnus Haglund (2004–2011)
- 3.	Anders Grönhagen (2002–2003)
- 4.	Bengt-Arne "B-A" Strömberg (2000-2001)
- 5.	Karl-Gunnar Björklund (1998-1999)
- 6.	Anders Linderoth (1995-1997)

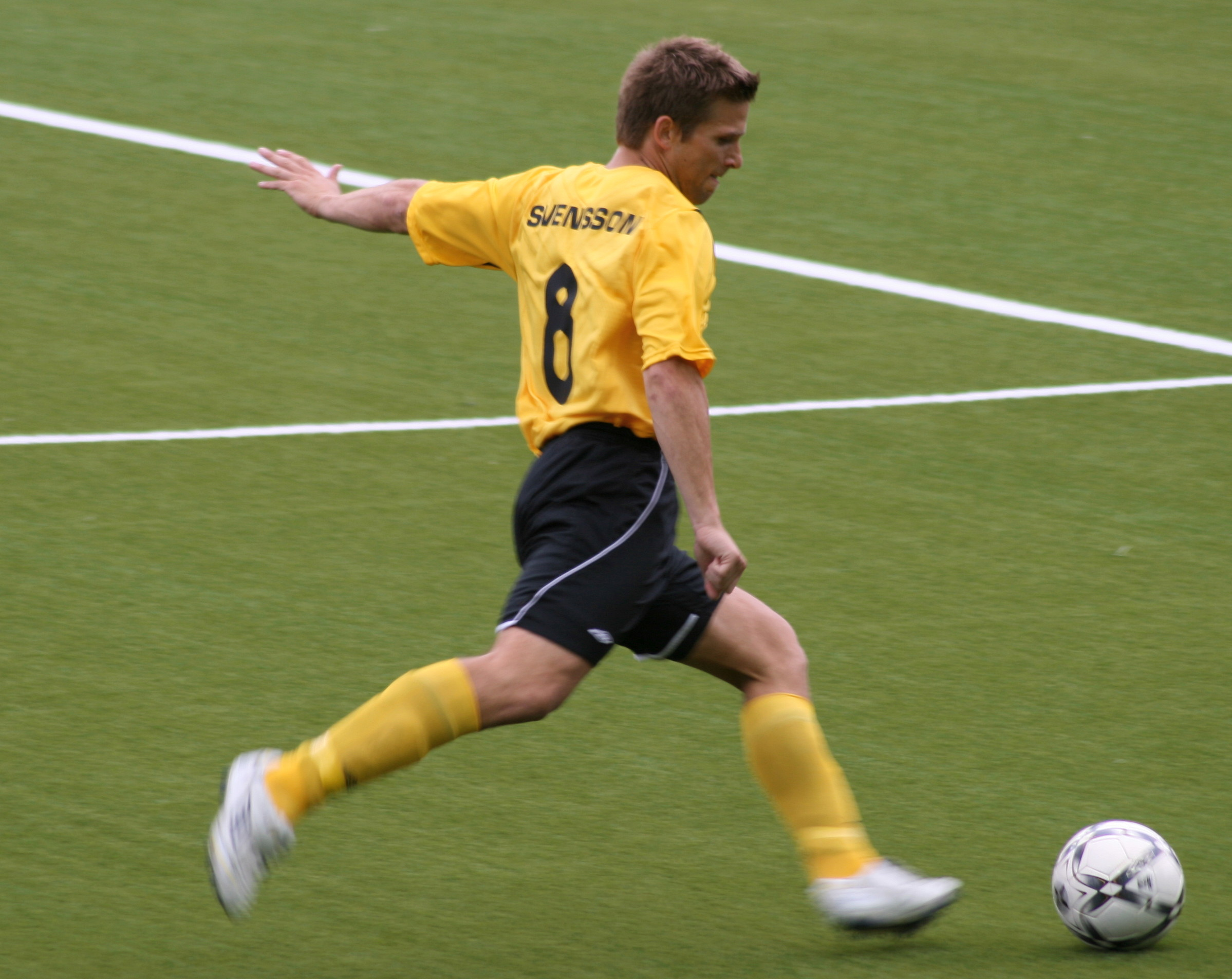
Anders Svensson, căpitanul actual al echipei

- 7.	Håkan Sandberg (1993-1994)
- 8.	Hans Lindbom (1991-1992)
- 9.	Leif Målberg (aug-okt 1990)
- 10.	Jan Maak (1988-1990)

## Jucători notabili
- Thomas Ahlström
- Denni Avdić
- Emir Bajrami
- Fredrik Berglund
- Ove Grahn
- Samuel Holmén
- Stefan Ishizaki
- Sven Jonasson
- Tobias Linderoth
- Teddy Lučić
- Johan Sjöberg
- Anders Svensson
- Mathias Svensson
- Abbas Hassan

## Palmares și statistici

### Titluri și trofee
| Campionatul Național |
| - Allsvenskan (6) : - Campioni : 1936, 1939, 1940, 1961, 2006, 2012. - Locul 2 : 1943, 1944, 1945, 1965, 1977, 2008, 2020. |

| Cupele Naționale | Competiții Europene                                                                         |
| - Cupa Suediei (3) : - Câștigători : 2001, 2003, 2014. - Finalistă : 1942, 1981, 1997. - Supercupa Suediei (1) : - Câștigători : 2007. - Finalistă : 2014. | - Europa League : - Faza Grupelor - 2014 - Cupa UEFA Intertoto : - Câștigători - 1980, 2008 |

## Cupa
Performanțe obținute de Elfsborg în cupa națională al Suediei.
| 2014 | Elfsborg | 1 - 0 | Helsingborgs |
| 2003 | Elfsborg | 2 - 0 | Assyriska    |
| 2001 | Elfsborg | 1 - 1 | AIK Solna    |

| 1997 | Elfsborg | 1 - 2 | AIK Solna |
| 1981 | Elfsborg | 0 - 4 | Kalmar    |
| 1942 | Elfsborg | 1 - 2 | GAIS      |

| 2014 | Elfsborg | 4 - 1 | Sirius     |
| 2003 | Elfsborg | 4 - 0 | Halmstads  |
| 2001 | Elfsborg | 2 - 1 | GAIS       |
| 1997 | Elfsborg | 3 - 0 | Gefle      |
| 1981 | Elfsborg | 1 - 0 | Östers     |
| 1942 | Elfsborg | 2 - 1 | Eskilstuna |

| 2020 | Elfsborg | 0 - 1 | Göteborg    |
| 2015 | Elfsborg | 0 - 2 | Örebro      |
| 2005 | Elfsborg | 1 - 2 | Djurgårdens |
| 2002 | Elfsborg | 0 - 1 | AIK Solna   |
| 1993 | Elfsborg | 1 - 2 | Degerfors   |
| 1984 | Elfsborg | 0 - 2 | Malmö       |
| 1977 | Elfsborg | 0 - 1 | Hammarby    |
| 1967 | Elfsborg | 0 - 3 | Norrköping  |
| 1949 | Elfsborg | 1 - 2 | AIK Solna   |
| 1945 | Elfsborg | 1 - 2 | Malmö       |
| 1944 | Elfsborg | 1 - 2 | Norrköping  |
| 1943 | Elfsborg | 2 - 4 | AIK Solna   |